# Immaculate Conception Cathedral (St. George’s)

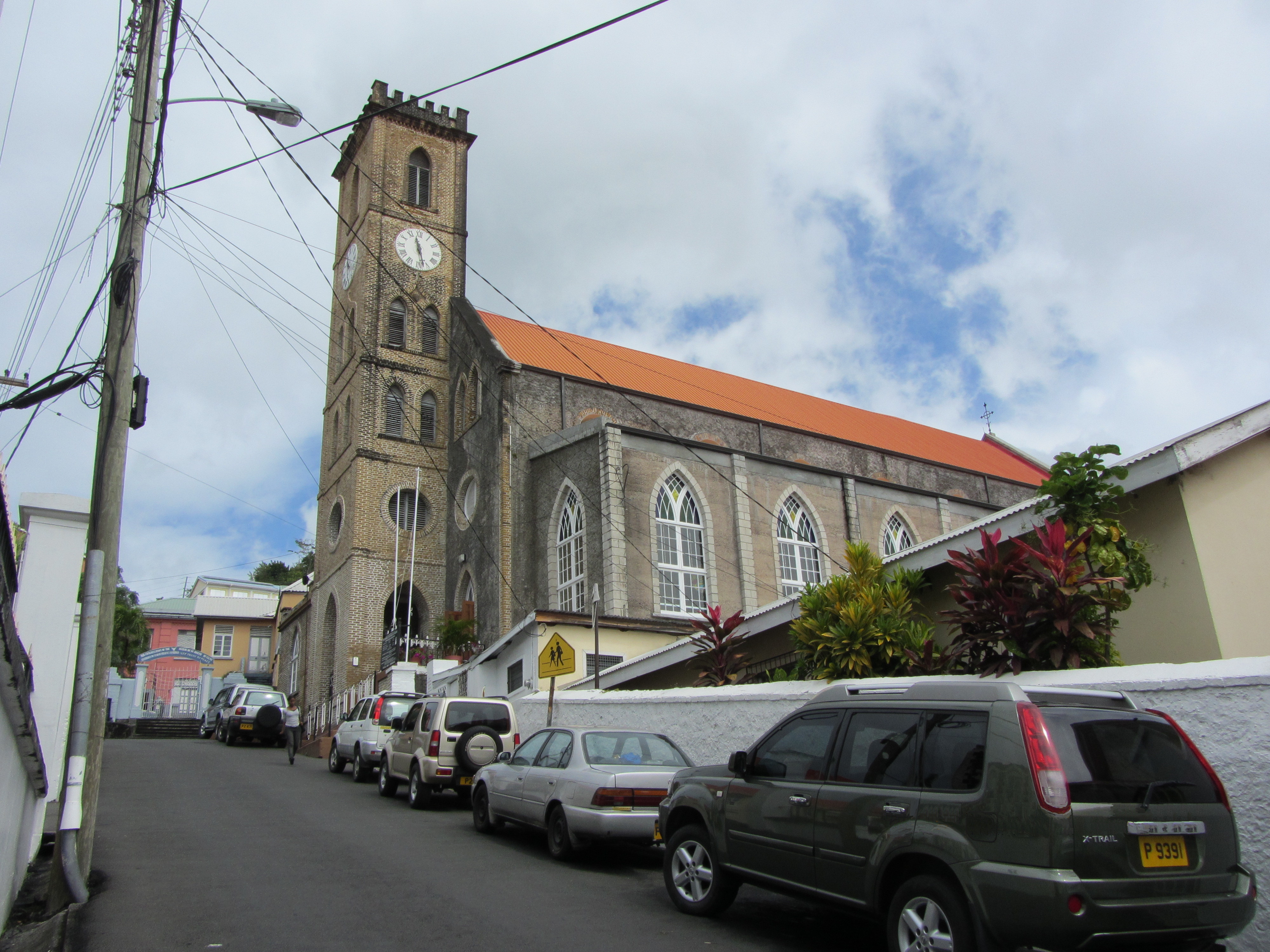
Immaculate Conception Cathedral, St. George’s.

Die Immaculate Conception Cathedral ist eine katholische Kirche in der Church Street der Hauptstadt St. George’s im karibischen Inselstaat Grenada in den Kleinen Antillen. Sie dient als Sitz des Bistums Saint George’s in Grenada (Dioecesis Sancti Georgii).

## Lage
Die Kirche liegt auf der Anhöhe im Zentrum von St. George’s und bietet einen guten Blick über die Hauptstadt. Damit ist sie zugleich eines der Wahrzeichen der Stadt.

## Geschichte

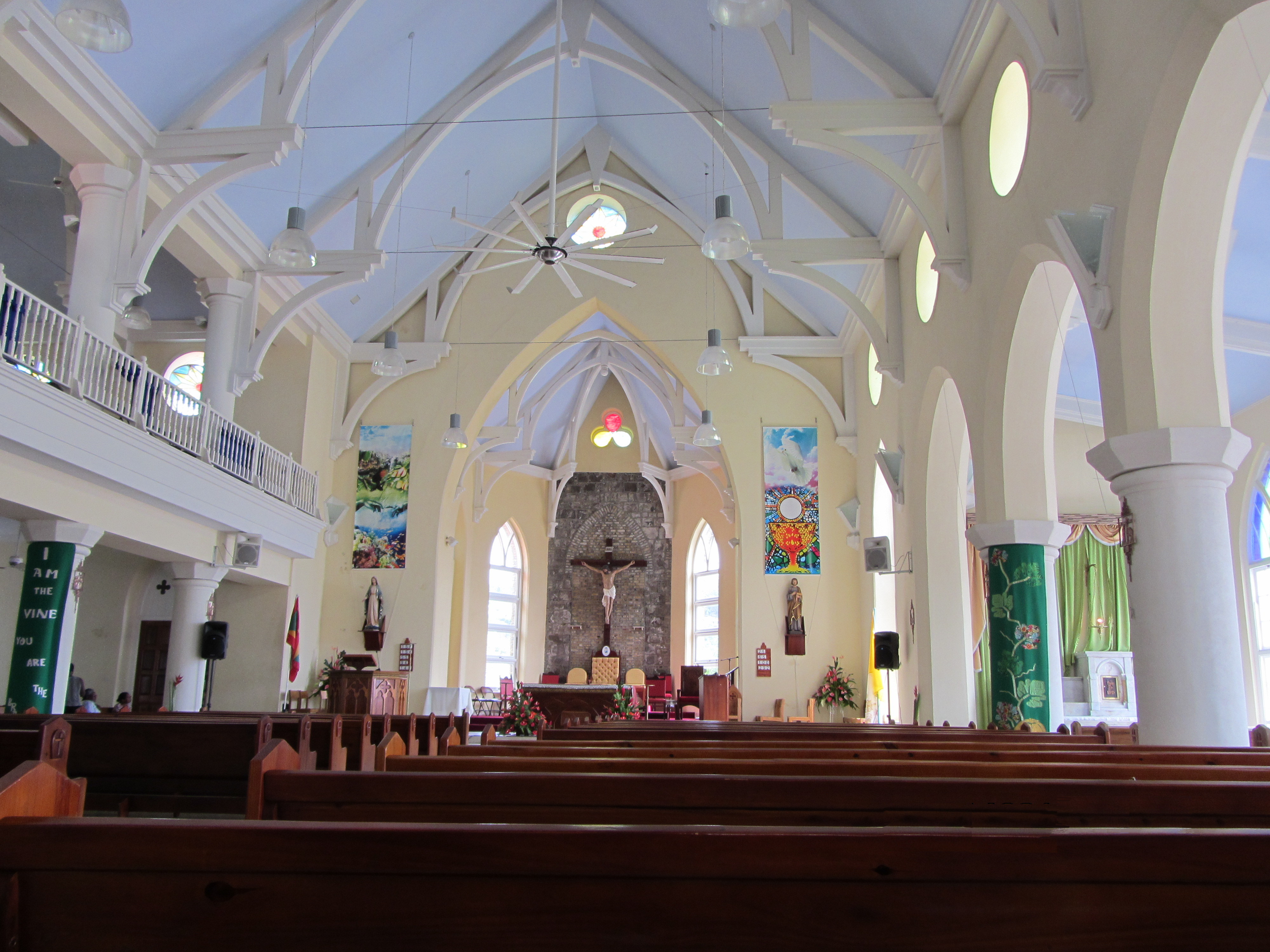
Das Innere der Kathedrale

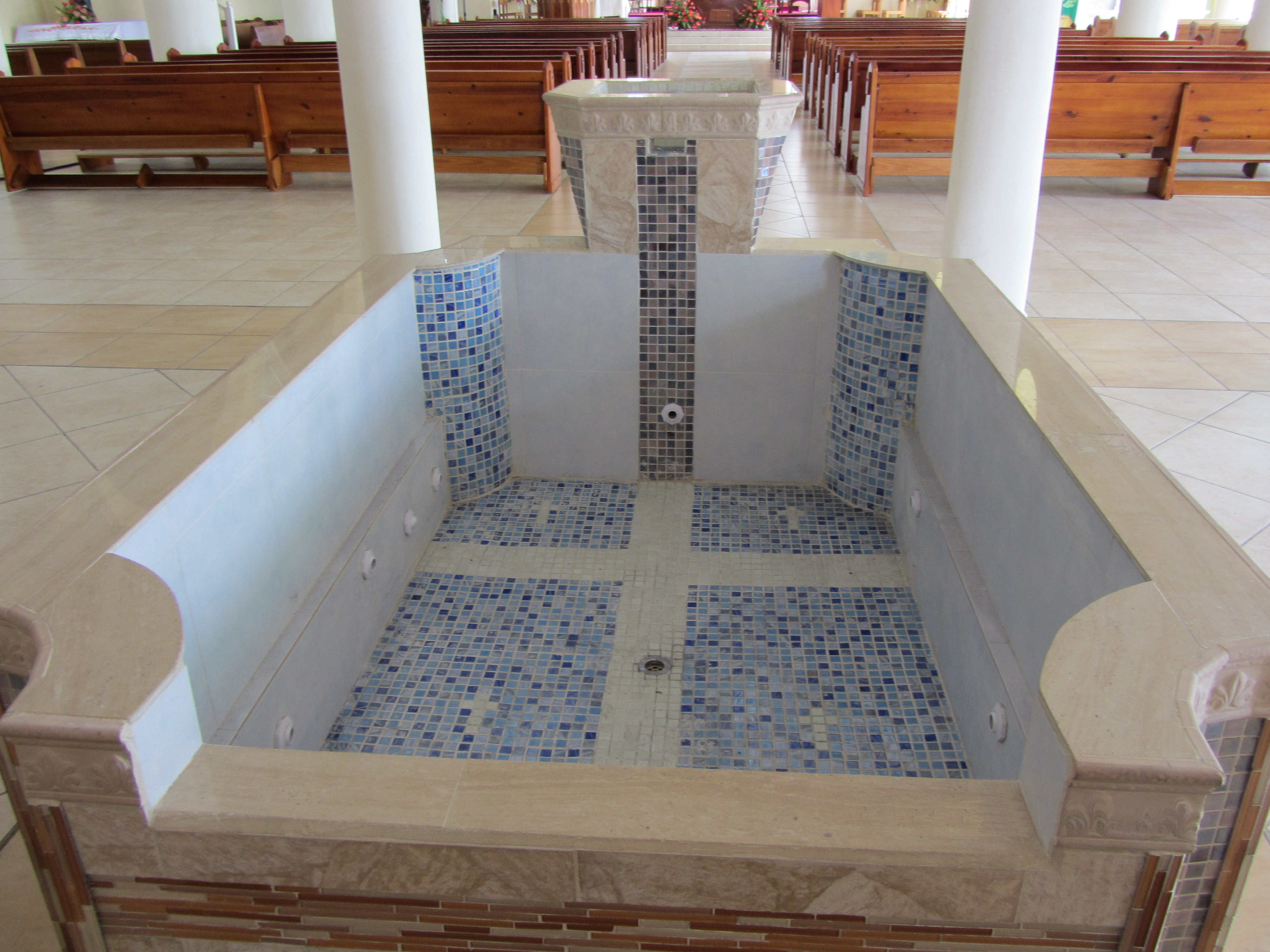
Begehbares Taufbecken

Die Kirche wurde an der Stelle eines kleinen Vorgängerbaues errichtet, der bereits 1804 errichtet worden war und dem Heiligen Jakobus dem Älteren geweiht war. Der neogotische Kirchturm stammt von 1818. Die Kirche in der heutigen Gestalt wurde 1884 vollendet. 1956 wurde das Bistum Saint George’s in Grenada errichtet und diese Kirche zur Kathedrale erhoben. Nach dem Hurrikan Ivan im Jahr 2004 musste sie grundlegend renoviert werden.

## Architektur
Das dreischiffige Kirchengebäude ist verhältnismäßig schlicht gehalten. Die Mauern bestehen aus bräunlich-grauem Lavagestein. Das Innere ist cremefarben gehalten, die Dachuntersicht ist in hellblau gehalten. Das Kruzifix vor der unverputzten Stirnwand im Chor bestimmt die Kirche. Eine Besonderheit ist ein begehbares Taufbecken.